# Charax macrolepis
Charax macrolepis är en fiskart som först beskrevs av Kner, 1858.  Charax macrolepis ingår i släktet Charax och familjen Characidae. IUCN kategoriserar arten globalt som livskraftig. Inga underarter finns listade i Catalogue of Life.